# Masnuy-Saint-Jean
Masnuy-Saint-Jean is een dorp in de Belgische provincie Henegouwen, en een deelgemeente van de Waalse gemeente Jurbeke. Tot 1 januari 1977 was het een zelfstandige gemeente. De plaats wordt gerekend tot de Henegouwse Kempen.
De woonkern Masnuy-Bruyères ligt op het grondgebied van de deelgemeente Masnuy-Saint-Jean.

## Bezienswaardigheden
- De Sint-Janskerk (Église Saint-Jean) is een classicistisch kerkgebouw van 1769.   De kerk werd onttrokken aan de eredienst en in 2022 kwam er een ontwerpbureau voor meubelen in het gebouw.
- Het Château Saint-Jean werd in 1887 gebouwd in eclectische stijl en heette toen: Château Boisdenghien. Er woonden adellijke personen en later ook rijke industriëlen. In 1974 kwam het aan de congregatie van Johannes Baptist de la Salle en kreeg het zijn huidige naam. Hierna kwam het weer aan particuliere eigenaars.

## Natuur en landschap
Masnuy-Saint-Jean ligt aan de Ruisseau de Jurbise. De hoogte aan de kerk bedraagt 79 meter.

## Demografische ontwikkeling
- Bronnen:NIS, Opm:1831 tot en met 1970=volkstellingen, 1976= inwoneraantal op 31 december

## Nabijgelegen kernen
Masnuy-Saint-Pierre, Masnuy-Bruyères, Jurbise